# Michael Parks
Harry Samuel Parks (Corona, California, 24 de abril de 1940-Los Ángeles, California, 9 de mayo de 2017), conocido por su nombre artístico Michael Parks, fue un actor y cantante estadounidense. Apareció en casi una cincuentena de películas y también tuvo apariciones en la televisión, pero probablemente sea más conocido por sus últimos trabajos con Quentin Tarantino, Robert Rodriguez y Kevin Smith.

## Biografía
Parks nació en Corona en el condado de Riverside, California. Fue hijo de un jugador de béisbol. Su nombre real es Harry Samuel Parks. Parks estuvo deambulando de trabajo en trabajo durante sus años de juventud, cultivando frutas, como obrero realizando zanjas de excavación, manejando camiones y bombero de incendios forestales. Falleció el 9 de mayo de 2017 a los 77 años de edad.

## Vida personal
Se casó por primera vez en 1955,
cuando tenía quince años.
De ese matrimonio tuvo a su única hija.
Después de divorciarse se volvió a casar en 1964
con Jan Moriarty,
que falleció ese mismo año.
En 1969 volvió a casarse por tercera vez con una mujer llamada Carolyn,
que tenía tres hijos de un matrimonio anterior.
Uno de esos hijos, James Parks, es también actor, y ha interpretado al hijo del personaje de su padre, Earl McGraw, en tres ocasiones: Kill Bill, From Dusk Till Dawn 2: Texas Blood Money y el segmento de Tarantino en Grindhouse, Death Proof.

## Carrera
El primer reconocimiento para Parks fue como estrella de la serie de televisión Then Came Bronson, entre 1969-1970. También cantó el tema de Long Lonesome Highway, que llegaría al N°20 de Billboard Hot 100 y N°41 en Hot Country Songs hit. El álbum fue grabado bajo MGM records (el sello discográfico del estudio que producía la serie) incluyendo "Closing The Gap" (1969), "Long Lonesome Highway" (1970) y "Blue". 
En 1961, Parks interpretó al sobrino del actor de carácter George MacMichael, en la comedia de enredo transmitida por la ABC, The Real McCoys. Apareció como Cal Leonard en el capítulo de 1963 de la Serie de Perry Mason "The Case of Constant Doyle", ganando el reconocimiento en el papel de Adam en The Bible de John Huston: In the Beginning.... (1966). Tuvo otros papeles y apariciones en dos series de la NBC: el drama legal Sam Benedict, como Larry Wilcox en 1962 en el episodio "Too Many Strangers", y en el drama médico "The Eleventh Hour" como Mark Reynolds en 1963 en el segmento "Pressure Breakdown". También apareció en "The China Lake Murders" y "Stranger by Night", interpretando en ambos a un oficial de policía.
Tuvo también varias grabaciones incluidas en estos álbumes. Intervino en 20 episodios, primero como Hoyt Parker y como Phillip Colby durante la segunda temporada (1986-1987) del spin-off de Dinastía, Los Colby. También interpretó a Jean Renault un vendedor de drogas en Twin Peaks, serie de televisión de ABC, Dr. Banyard en Deceiver (1997), Texas Ranger Earl McGraw en From Dusk till Dawn (1996) y Ambrose Bierce en From Dusk Till Dawn 3: The Hangman's Daughter (2000).
Ha aparecido también como el jefe de la mafia irlandesa, Tommy O'Shea, en Death Wish V: The Face of Death (1994); como Doctor Banyard en Deceiver (1997); como el Texas Ranger Earl McGraw en From Dusk Till Dawn (1996), que fue escrita por Quentin Tarantino y dirigida por Robert Rodriguez; y como Ambrose Bierce en la protosecuela de esta última, lanzada directamente a DVD, Abierto hasta el amanecer 3: La hija del verdugo (1999).
También interpretó dos papeles en Kill Bill, de Tarantino, recuperando el personaje de Earl McGraw en Kill Bill, vol. 1, y como Esteban Vihaio, un exproxeneta de 80 años quien revela el paradero del Bill en Kill Bill, vol. 2. También interpretó a Earl McGraw en los dos segmentos de la película de Tarantino/Rodríguez, Grindhouse. También actuó como villano en la película de terror de Kevin Smith "Red State" (2011) y "Tusk" (2014). Más tarde Smith anunció en su podcast que Parks había grabado un álbum durante la producción de Red State. Después Smith y el productor Jon Gordon notificaron el talento para cantar. El álbum, titulado "The Red State Sessions", fue liberado el 15 de agosto de 2011, en directo al website de la película.

## Muerte y reacción
Park murió el 9 de mayo de 2017, en su hogar de Los Ángeles, California, a la edad de 77 años. La causa de su muerte no ha sido revelada. Cuando se enteró de la noticia el director Kevin Smith puso al corriente en su Instagram anotando: "Michael será probablemente recordado por siempre, el mejor actor que yo conocí. Escribí Red State y Tusk para Parks. Me agradó mucho su actuación". También comentó: "Fue de manos bajas, el más increíble actor dramático y era un verdadero placer ver su actuación. Y Parks trajo absolutamente lo mejor cada vez que estuvo cerca de mi set. El director Robert Rodriguez se refirió a Michael Parks como "una verdadera leyenda" en su Twitter.